# Jean-Pierre Vigier (político)
Jean-Pierre Vigier (nascido em 22 de outubro de 1969) é um político francês. É membro dos Republicanos e representa o 2º círculo eleitoral de Haute-Loire na Assembleia Nacional, posição que ocupa desde as eleições de 2012.